# Union Sportive Medinat Bel Abbès
L' Union Sportive Medinat Bel Abbès (in arabo الاتحاد الرياضي لمدينة بلعباس‎?), meglio noto come USM Bel-Abbès, è una società calcistica algerina di Sidi Bel Abbès, fondata nel 1933. Milita nella Ligue 1, la massima divisione del campionato algerino di calcio.

## Storia
Il club fu fondato il 7 febbraio 1933 con il nome di Union Sportive Musulmane de Bel Abbès. Durante il periodo coloniale francese fu una delle squadre più quotate d'Algeria.
Dal 1977 al 1987 l'USM Bel Abbès fu sponsorizzata dall'Azienda nazionale per l'industria elettronica (ENIE) e assunse il nome di Electronique Sari Madinat Bel Abbès (ESMBA). Nel 1990 si aggiudicò per la prima volta la Coppa d'Algeria.
Nel 2011-2012, grazie al secondo posto in Ligue 2, ottenne la promozione in Ligue 1, dove fece ritorno dopo diciannove anni. Retrocesso nel 2012-2013, a conclusione della stagione 2013-2014 ritrovò la massima serie. Nel 2017-2018 vinse la Coppa d'Algeria e nel 2018 la Supercoppa d'Algeria. 

## Palmarès

### Competizioni nazionali
- Campionato algerino di seconda divisione: 6

1965-1966, 1977-1978, 1979-1980, 1987-1988, 1992-1993, 2013-2014
- Coppa d'Algeria: 2

1990-1991, 2017-2018
- Supercoppa d'Algeria: 1

2018